# Sarcophaga gertrudae
Sarcophaga gertrudae är en tvåvingeart som beskrevs av Zumpt 1953. Sarcophaga gertrudae ingår i släktet Sarcophaga och familjen köttflugor. Inga underarter finns listade i Catalogue of Life.